# جیمز کارترایت
جیمز کارتْرایت (به انگلیسی: James Cartwright) ژنرال چهارستاره و بازنشسته نیروی دریایی ایالات منتحده آمریکااست که از سال ۲۰۰۷ تا ۲۰۱۱ معاون رئیس ستاد مشترک ارتش بوده‌است. وی از عوامل اصلی طراحی عملیات بازی‌های المپیک  (عملیات حمله ویروسی استاکس نت به برنامه هسته‌ای ایران) بود و به دلیل افشای این عملیات تحت بازجویی از سوی وزارت دادگستری ایالات متحده قرار گرفت. وی این عملیات را در سال ۱۳۹۱ لو داد.
در ۱۷ اکتبر ۲۰۱۶، او اقرار کرد در جریان تحقیقات فدرال به نادرست انکار کرده بوده که منبع اطلاعات طبقه‌بندی شده درز اطلاعات بوده؛ کارترایت اطلاعات طبقه‌بندی شده‌ای را فراهم کرده بوده که در کتاب دیوید سینگر منتشر شده.